# 리오플레우로돈
리오플레우로돈(Liopleurodon, Liopleurodon ferox; '매끈한 옆면을 가진 이빨' 이란 의미)은 목이 짧은 수장룡의 계통군인 플리오사우루스 상과에 속하는 커다란 육식성 해양 파충류의 한 속이다. 리오플레우로돈 속의 두 종은 쥐라기 중기 칼로비안 절에 살았다 (1억 6000만 년에서 1억 5500만 년 사이). 쥐라기 중기에서 후기까지 유럽의 바다에서 생태계 최상위 포식자였다. 많이 알려진것과는 다르게, 중형의 해양 파충류였으며, 가장 큰 종인 L. ferox도 몸길이가 최대 6-8m에 몸무게는 최대 2톤까지 자랐던 것으로 보인다.
"리오플레우로돈"("매끈한 옆면을 가진 이빨" 이란 의미)이라는 이름은 그리스어 단어들인 레이오스(λεῖος [leios], "매끈한"), 플레우라(pleurá,  옆, 혹은 갈비), 그리고 오돈(odṓn, 이빨)으로부터 파생된 것이다.

## 발견과 종

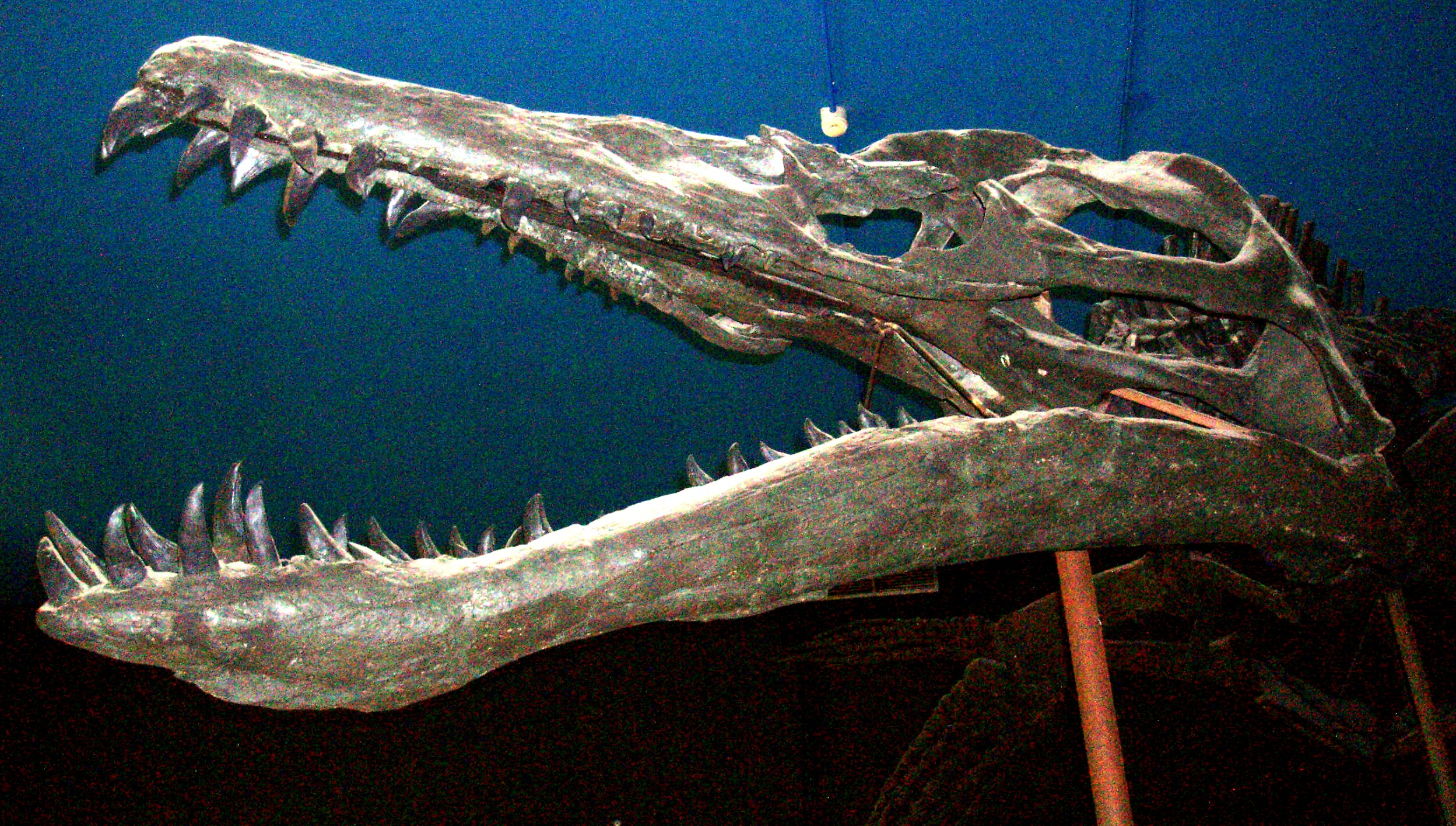
L. ferox의 두개골

속명인 리오플레우로돈은 1873년 앙리 에밀 소바쥬(Henri Émile Sauvage) 가 보존상태가 좋지 않은 70 mm 길이의 이빨 세 개를 보고 지은 이름이다. 그 중 하나인 프랑스 Boulogne-sur-Mer 부근 칼로비아절 시기의 지층에서 발견된 것은 리오플레우로돈 페록스(Liopleurodon ferox)로 명명했고, 프랑스 샤를리에서 발견된 것은 리오플레우로돈 그로수브레이(Liopleurodon grossouvrei), 프랑스 캉 부근에서 발견된 세번째 것은 원래 포이킬로플레우론 버클랜드아이(Poikilopleuron bucklandi)로 기재되었으나 소바쥬에 의해 리오플레우로돈 버클랜드아이(Liopeurodon bucklandi)로 재명명되었다. 소바쥬는 이 속이 어떤 파충류 그룹에 속하는지는 명시하지 않았다.
리오플레우로돈 화석은 주로 잉글랜드와 프랑스에서 발견되며 연대가 젊은 종 하나가 러시아에서 발견되었다. 영국 및 프랑스의 표본과 동시대 (칼로비아절)의 화석 표본으로 리오플레우로돈과 비교할 수 있을 만한 것이 독일에서 발견되기도 했다.
현재 리오플레우로돈에는 두 개의 알려진 종이 있다. 영국과 프랑스의 칼로비아절에서 발견된 L. ferox 가 잘 알려져 있고, 실리(Seeley)가 1869년에 플리오사우루스라고만 기재한 L. pachydeirus가 역시 영국의 칼로비아절에서 드물게 발견된다. 어느 정도 완전한 골격으로 발견된 것은 L. ferox가 유일하다.

## 고생물학
노처럼 생긴 네 개의 강력한 다리를 보면 리오플레우로돈이 헤엄을 매우 잘 쳤으리라는 것을 알 수 있다. 네 개의 지느러미를 움직여 추진력을 얻는 방식은 모든 수장룡이 가지고 있는 특성이다. 수영하는 로봇을 이용한 연구에 의하면 이런 방식이 아주 효과적이지는 않지만 가속에는 매우 유리했을 것이라고 한다. 매복해 있다가 먹이감을 덮치는 포식자에게는 바람직한 특징이다. 두개골에 대한 연구결과에 의하면 이들은 냄새가 어디에서 오는지 확인하기 위해 코를 이용해 물 속에서 방향을 탐지했을 것이라고 한다.

### 크기
리오플레우로돈의 최대 크기를 추정치에 대해서는 논란이 있다. 고생물학자인 L.B. 탈로 (L.B. Tarlo)는 (리오플레우로돈을 포함하는) 플리오사우르의 몸 길이는 두개골 길이로부터 추정할 수 있다고 주장했다. 탈로에 의하면 플리오사우르스의 두개골은 보통 전체 몸길이의 1/5 정도라고 한다. 알려진 L. ferox의 두개골 중 가장 큰 것은 1.54미터이다. 탈로의 가설을 따르자면 이 표본의 몸길이는 약 7미터 정도 되어야 한다. 하지만 크로노사우루스의 경우를 보면 탈로의 제안이 정확한 것인지 의문을 가지게 된다.

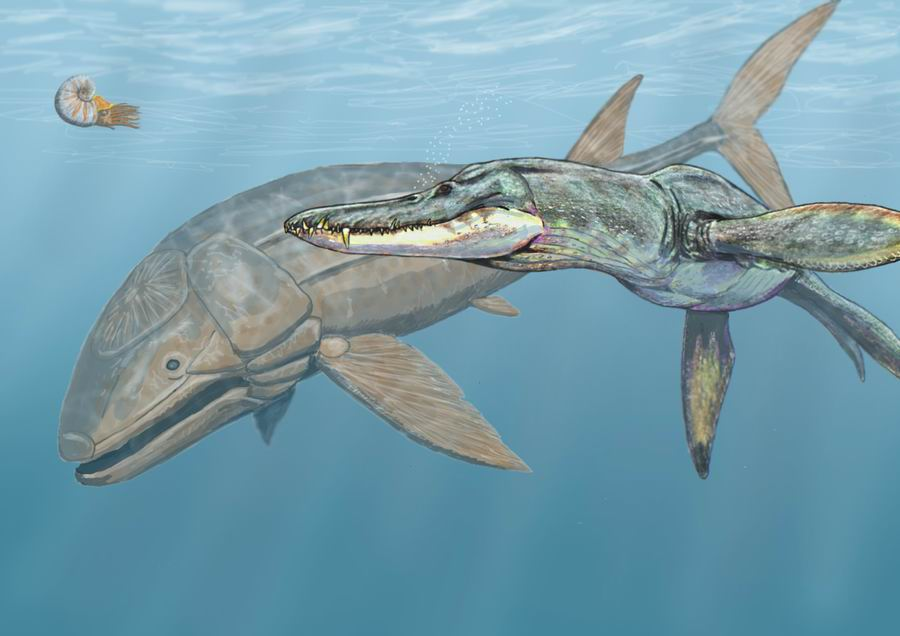
거대한 경골어류인 리드시크티스를 사냥하고 있는 리오플레우로돈의 어린 개체

영국의 키머리지 클레이 층에서 발굴된 몇몇 화석들은 이보다 훨씬 커서 몸길이가 25미터에 이를 것으로 보인다. 하지만 이 화석들은 리오플레우로돈 속이 아닌 것으로 보인다.
길이 약 2.875미터 정도 되는 아래턱 일부분의 표본이 옥스포드 대학 자연사 박물관에 전시되어 있는데, 전체 턱의 길이는 3미터가 넘을 것으로 보인다. 이 표본은 원래 스트레토사우루스 (스트레토사우루스 마크로메루스Strotosaurus macromerus) 로 분류되었다. 스트레토사우루스는 후에 리오플레우로돈의 동물이명(junior synonym)인 것으로 밝혀졌다. 하지만 옥스포드 대학의 이 표본은 나중에 플리오사우루스 마크로메루스(Pliosaurus macromerus)로 다시 분류되었다.

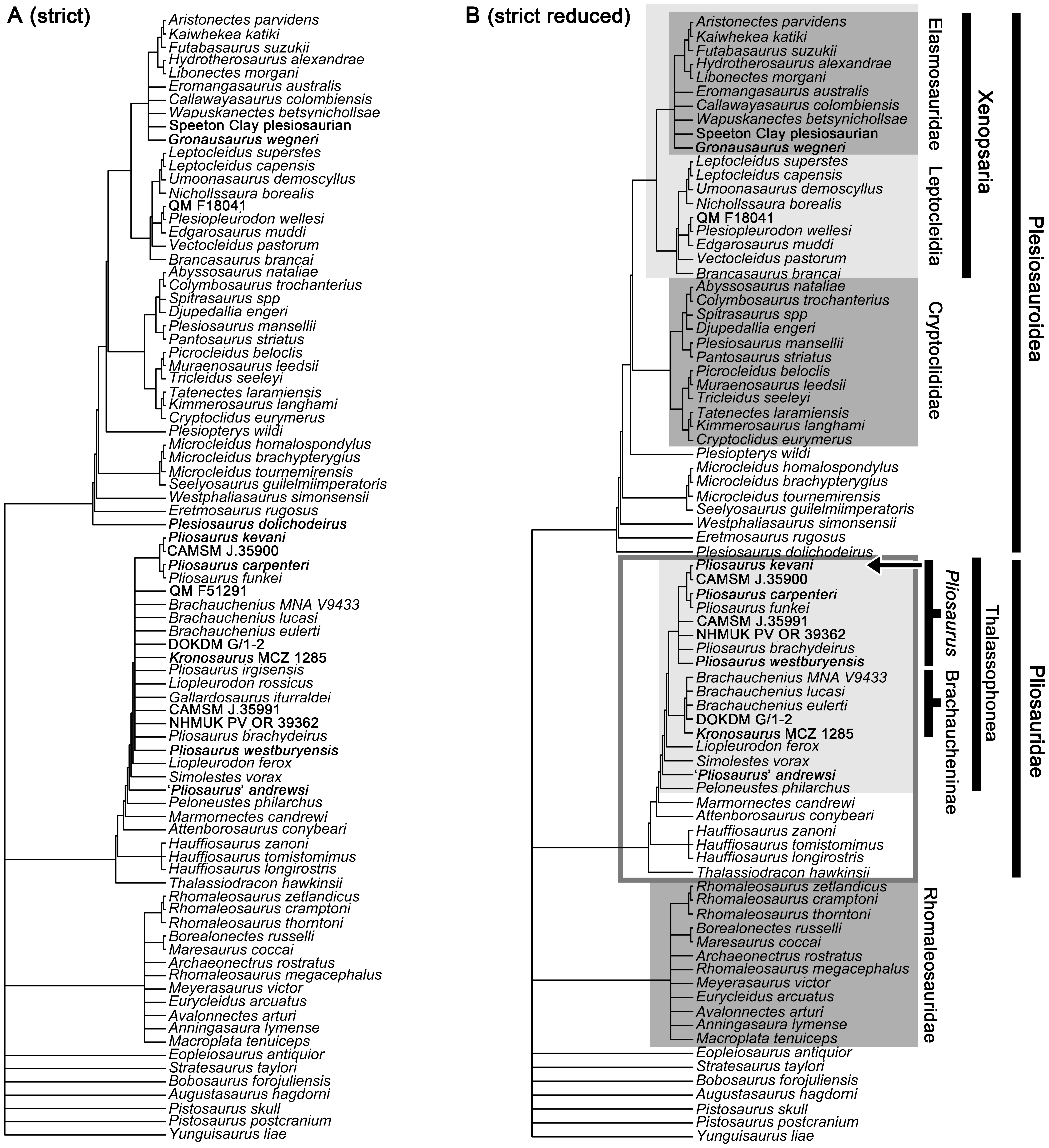
플리오사우루스상과 안에서 리오플레우로돈의 계통발생학적 위치

1999년 BBC 텔레비전 시리즈 공룡 대탐험의 한 회에 리오플레우로돈이 등장했는데, 여기서는 리오플레우로돈의 몸길이가 25미터가 넘는 것으로 묘사되었다. 하지만 리오플레우로돈에 속하는 어느 종도 이렇게 큰 것은 없다.

## 분류
리오플레우로돈은 플레시오사우리아의 한 계통군인 플리오사우루스과에 속한다. 유럽과 북아메리카의 쥐라기 (혹은 백악기)에서부터 알려져 있다.

리오플레우로돈은 쥐라기 중기의 원시적인 분류군 중 하나다. 이들과 쥐라기 후기의 근연종들은 알베올리의 개수와 작은 두개골, 작은 몸집 등에서 차이를 보인다.
2013년에 수행된 한 분석에서 리오플레우로돈, 시모레스테스, 펠로네우스테스, 플리오사우루스, 그리고 크라마우케이니내 등을 탈라소포네아로 분류하였다.

## 참고 문헌
1. ↑  Paul, Gregory S. (2022). 《The Princeton Field Guide to Mesozoic Sea Reptiles》. Princeton University Press. 101쪽. ISBN 9780691193809.
2. ↑  Sauvage, H.E. (1873). “Notes sur les Reptiles fossiles”. Bulletin de la Société Géologique de France. series 3 4: 381–385.
3. ↑  Sachs, S. (1997). "Mesozoische Reptilien aus Nordrhein-Westfalen." Pp. 22-27 in Sachs, S., Rauhut, O.W.M. and Weigert, A. (eds.), Terra Nostra. 1. Treffen der deutschsprachigen Paläoherpetologen Düsseldorf.
4. ↑  Seeley, H.G. (1869). Index to the Fossil remains of Aves, Ornithosauria, and Reptilia, from the Secondary System of Strata arranged in the Woodwardian Museum of the University of Cambridge.
5. ↑  Long Jr., J. H.; Schumacher, J.; Livingston, N.; Kemp, M. (2006). “Four flippers or two? Tetrapodal swimming with an aquatic robot”. Bioinspir. & Biomim 1: 20–29. doi:10.1088/1748-3182/1/1/003.
6. ↑  “Swimming Robot Tests Theories About Locomotion In Existing And Extinct Animals”. ScienceDaily. 2006년 5월 30일. 2009년 6월 7일에 확인함.
7. ↑  Carpenter, K. (1997). "Comparative cranial anatomy of two North American Cretaceous plesiosaurs." Pp. 191-216 in Callaway, J.M. and Nicholls, E.L. (eds.), Ancient Marine Reptiles. Academic Press.
8. ↑  Benson, Roger B. J.; Evans, Mark; Smith, Adam S.; Sassoon, Judyth; Moore-Faye, Scott; Ketchum, Hilary F.; Forrest, Richard (2013). “A Giant Pliosaurid Skull from the Late Jurassic of England”. 《PLoS ONE》 8 (5): 1–34. doi:10.1371/journal.pone.0065989.
9. 1 2 3  Forrest, Richard (2007년 11월 20일). “Liopleurodon”. 《The Plesiosaur Site》. 2009년 1월 22일에 원본 문서에서 보존된 문서. 2009년 6월 7일에 확인함.
10. ↑  Tarlo, L. B. (1959) "Stretosaurus gen. nov., a giant pliosaur from the Kimeridge Clay"
11. ↑  Halstead, L. B. (1989). Plesiosaur locomotion. Journal of the Geological Society, London 146, 37-40.
12. ↑  Noè, L.F.; Smith, D.T.J.; Walton, D.I. (2004). “A new species of Kimmeridgian pliosaur (Reptilia; Sauropterygia) and its bearing on the nomenclature of Liopleurodon macromerus”. Proceedings of the Geologists' Association 115: 13–24. doi:10.1016/S0016-7878(04)80031-2.
13. ↑  McHenry, Colin Richard (2009). “Devourer of Gods: the palaeoecology of the Cretaceous pliosaur Kronosaurus queenslandicus” (PDF): 1–460.
14. ↑  Benson, RBJ; Druckenmiller, Patrick S. (2013). “Faunal turnover of marine tetrapods during the Jurassic–Cretaceous transition”. Biological Reviews. doi:10.1111/brv.12038.